# Isolde Marie Menges
Isolde Marie Menges (16 de maig de 1893 – 13 de gener de 1976) nascuda a la Gran Bretanya ha estat una de les grans violinistes de la primera meitat del segle xx.
Era la gran de quatre germans i ja des de ben petita demostrava signes evidents de talent musical. A l'edat de tres anys ja podia memoritzar peces sense saber llegir partitures, gràcies a la instrucció que rebia dels seus pares. Seguidament va rebre classes de León Sametini i Emil Sauret. L'any 1910 marxa a Sant Petersburg per estudiar amb el mestre Leopold Auer.